# Teorema de categorías de Baire
El teorema de categorías de Baire o simplemente teorema de Baire es una herramienta importante en topología general y en análisis funcional. El teorema tiene dos formas, cada una de las cuales da condiciones suficientes para que un espacio topológico sea un espacio de Baire. La versión para espacios métricos completos fue demostrada por René-Louis Baire en su tesis doctoral de 1899.

## Enunciado del teorema
Un espacio de Baire es un espacio topológico con la propiedad siguiente: para cada colección numerable de conjuntos abiertos densos {\displaystyle \{U_{n}\}_{n=1}^{\infty }}, su intersección {\displaystyle \textstyle \bigcap _{n=1}^{\infty }U_{n}} es densa.
- (BCT1) Todo espacio métrico completo es un espacio de Baire. En términos más generales, cada espacio topológico que es homeomorfo a un subconjunto abierto de un espacio pseudométrico completo es un espacio de Baire. Así, cada espacio topológico completamente metrizable es un espacio de Baire.
- (BCT2) Cada espacio de Hausdorff localmente compacto es un espacio de Baire. La prueba es similar a lo anterior, la propiedad de la intersección finita toma el papel jugado por la completitud.

Tenga en cuenta que ninguna de estas afirmaciones implica la otra, ya que hay espacios métricos completos que no son localmente compactos (los números irracionales con la métrica se define a continuación; también, cualquier espacio de Banach de dimensión infinita), y hay espacios de Hausdorff localmente compactos que no son metrizables (por ejemplo, cualquier producto no numerable de espacios de Hausdorff compactos no triviales, también, varios espacios de funciones utilizados en el análisis funcional, la incontable espacio Fort). Ver Steen y Seebach en las referencias siguientes.
- (BCT3) Un espacio métrico completo no vacío, no es unión numerable de conjuntos diseminados.

Esta formulación es equivalente a BCT1 y a veces es más útil en aplicaciones. También: si un espacio métrico completo no vacío es la unión numerable de conjuntos cerrados, entonces uno de estos conjuntos cerrados tiene interior no vacío.

## Relación con el axioma de elección
Las pruebas de BCT1 y BCT2 arbitrarias para espacios métricos completos requieren alguna forma de axioma de elección, y de hecho BCT1 es equivalente a más de ZF una forma débil del axioma de elección llamado el axioma de opciones dependientes.
La forma restringida del teorema de Baire categoría en la que también está el espacio métrico completo supone que es separable es demostrable en ZF sin principios selección adicionales. Esta forma restringida se aplica en particular a la recta real, el espacio de Baire ω ω, y el espacio de Cantor 2 ω.

## Utilización del teorema
BCT1 se utiliza en el análisis funcional de probar el teorema de la aplicación abierta , el teorema del grafo cerrado y el principio de acotación uniforme .
BCT1 también muestra que todo espacio métrico completo sin puntos aislados es no numerable . (Si X es un espacio métrico completo numerable sin puntos aislados, a continuación, cada singleton {x} en la que X es denso en ninguna parte , y por lo tanto X es de primera categoría en sí mismo.) En particular, esto demuestra que el conjunto de todos los números reales es no numerable.
BCT1 muestra que cada uno de los siguientes es un espacio de Baire:
- El espacio {\displaystyle \mathbb {R} } de los números reales
- Los números irracionales, con la métrica definida por {\displaystyle d(x,y)={\frac {1}{n+1}}}, donde {\displaystyle n} es el primer índice para el que las fracciones continuas de {\displaystyle x} e {\displaystyle y} difieren (este es un espacio métrico completo).
- El Conjunto de Cantor.

Por BCT2, cada Hausdorff de dimensión finita colector es un espacio de Baire, ya que es localmente compacto y Hausdorff. Esto es así incluso para los colectores no paracompact (de ahí nonmetrizable) como la línea de tiempo .

## Demostración de BTC1
La siguiente es una demostración estándar que un espacio pseudométrico completo {\displaystyle \scriptstyle X} es un espacio de Baire.
Sea {\displaystyle \scriptstyle \{U_{n}\}_{n\in \mathbb {N} }} una colección numerable de subconjuntos abiertos densos de {\displaystyle \scriptstyle X}. Queremos demostrar que la intersección {\displaystyle \scriptstyle \bigcap _{n=1}^{\infty }U_{n}} es densa en {\displaystyle \scriptstyle X}. Un conjunto es denso si y solo si cualquier otro subconjunto abierto no vacío lo interseca. De modo que para demostrar que una intersección de conjuntos es densa es suficiente con demostrar que cualquier abierto no vacío {\displaystyle \scriptstyle W\in \scriptstyle X} tiene un punto {\displaystyle x} que pertenece a {\displaystyle U_{n}} para todo {\displaystyle n}.
Dado {\displaystyle W\subseteq X} abierto no vacío, se construyen dos sucesiones {\displaystyle \{x_{n}\}_{n\in \mathbb {N} }\subseteq X} y {\displaystyle \{r_{n}\}_{n\in \mathbb {N} }\subseteq \mathbb {R} ^{+}} de la siguiente manera:
Para {\displaystyle n=1}, dado que {\displaystyle U_{1}} es denso, tiene intersección no nula con {\displaystyle W}, y dado que los dos conjuntos son abiertos, su intersección también y por tanto existen {\displaystyle x_{1}\in X} y {\displaystyle r_{1}\in \mathbb {R} ^{+}} tales que:
{\displaystyle {\overline {B}}(x_{1},r_{1})\subset W\cap U_{1}}
donde {\displaystyle \scriptstyle B(x,r)} y {\displaystyle \scriptstyle {\overline {B}}(x,r)} denotan respectivamente la bola abierta y cerrada de centro {\displaystyle x} y radio {\displaystyle r}. Como {\displaystyle B(x_{1},r_{1})} es un abierto no vacío y {\displaystyle U_{2}} es denso, podemos usar el mismo razonamiento para encontrar {\displaystyle x_{2}} y {\displaystyle r_{2}}, y en general {\displaystyle x_{n}} y {\displaystyle r_{n}} de manera que:
{\displaystyle {\overline {B}}(x_{n},r_{n})\subset B(x_{n-1},r_{n-1})\cap U_{n}}
Además, se escogen {\displaystyle r_{n}} tal que {\displaystyle \scriptstyle 0\;<\;r_{n}\;<\;{\frac {1}{n}}}
Por este procedimiento se construyen las sucesiones {\displaystyle \{x_{n}\}_{n\in \mathbb {N} }} y {\displaystyle \{r_{n}\}_{n\in \mathbb {N} }}.
Dado que {\displaystyle r_{n}\to 0} y que {\displaystyle x_{n}\;\in \;B(x_{m},r_{m})} cuando {\displaystyle \scriptstyle n\;>\;m}, la sucesión {\displaystyle \{x_{n}\}_{n\in \mathbb {N} }} es de Cauchy. Dado que {\displaystyle X} es un espacio completo, existe {\displaystyle x\in X} límite de la sucesión {\displaystyle \{x_{n}\}_{n\in \mathbb {N} }}.
Teniendo en cuenta que para cada {\displaystyle n}, todos los términos de la sucesión excepto un número finito de ellos están dentro de {\displaystyle {\overline {B}}(x_{n},r_{n}).} y que consideramos las bolas cerradas,
{\displaystyle x\in {\overline {B}}(x_{n},r_{n})}
Por tanto {\displaystyle x\in W\cap U_{n}} para todo {\displaystyle n}, que es lo que se quería demostrar.